# جورجو مورودر
جورجو مورودر (به ایتالیایی: Giorgio Moroder) تهیّه‌کنندهٔ موسیقی و ترانه‌سرای ایتالیایی  مقیم لس‌آنجلس است. کار او با سینث‌سایزرها در دهه‌های ۱۹۷۰ و ۱۹۸۰ میلادی تأثیر ژرفی بر موج نو، هاوس، تکنو، و به طور کلّی بر موسیقی الکترونیک برجای گذاشت. جورجو مورودر به‌ویژه به‌خاطر همکاری‌اش با دونا سامر در مدّت عصر دیسکو شناخته می‌شود. وی سه بار برنده جایزه اسکار بهترین موسیقی متن فیلم در سالهای ۱۹۷۹.۱۹۸۴.۱۹۸۷ شده است